# Adelaide Aglietta
María Adelaide Aglietta (Turín, 4 de junio de 1940 - Roma, 20 de mayo de 2000) fue una política italiana, exponente del Partido Radical, del Verdi Arcobaleno y de la Federación de los Verdes.

## Biografía
Hija de Torinese de Cavoretto y Marco Rocca, Aglietta comenzó su servicio en el Partido Radical en 1974 al participar en la campaña para la introducción de la ley sobre el divorcio. Después de divorciarse de su esposo, fundó el Centro de Información sobre Esterilización y Aborto en Turín mientras abocaba por la legalización del aborto.
El 4 de noviembre de 1976 fue elegida secretaria del Partido Radical, convirtiéndose así en la primera mujer en Italia en ocupar el cargo de secretaria de un partido político. Ese año promovió la recopilación de firmas de los "ocho referendos contra el régimen", de los cuales dos, financiación pública de los partidos y ley Reale bis, se votaron el año siguiente. Durante su primer año como secretaria participó en una huelga de hambre de 73 días para que se respetara la reforma penitenciaria contra el establecimiento de prisiones especiales.
En 1978, tras la negativa de un centenar de ciudadanos, fue elegida como jurado popular en el primer juicio en Italia contra los líderes históricos de las Brigadas Rojas. A pesar de las amenazas de muerte recibidas, se logró la formación del jurado y el mantenimiento del proceso. Sobre esta experiencia Aglietta escribió un libro.
En 1979 fue elegida para el parlamento italiano en las listas del Partido Radical y se convirtió en presidenta del grupo radical en la Cámara de Diputados. Fue protagonista junto con su grupo de una dura batalla parlamentaria obstruccionista sobre las leyes de emergencia. Fue reelegida durante las elecciones de 1983 y permaneció en el cargo hasta 1985, cuando renunció para permitir la rotación.

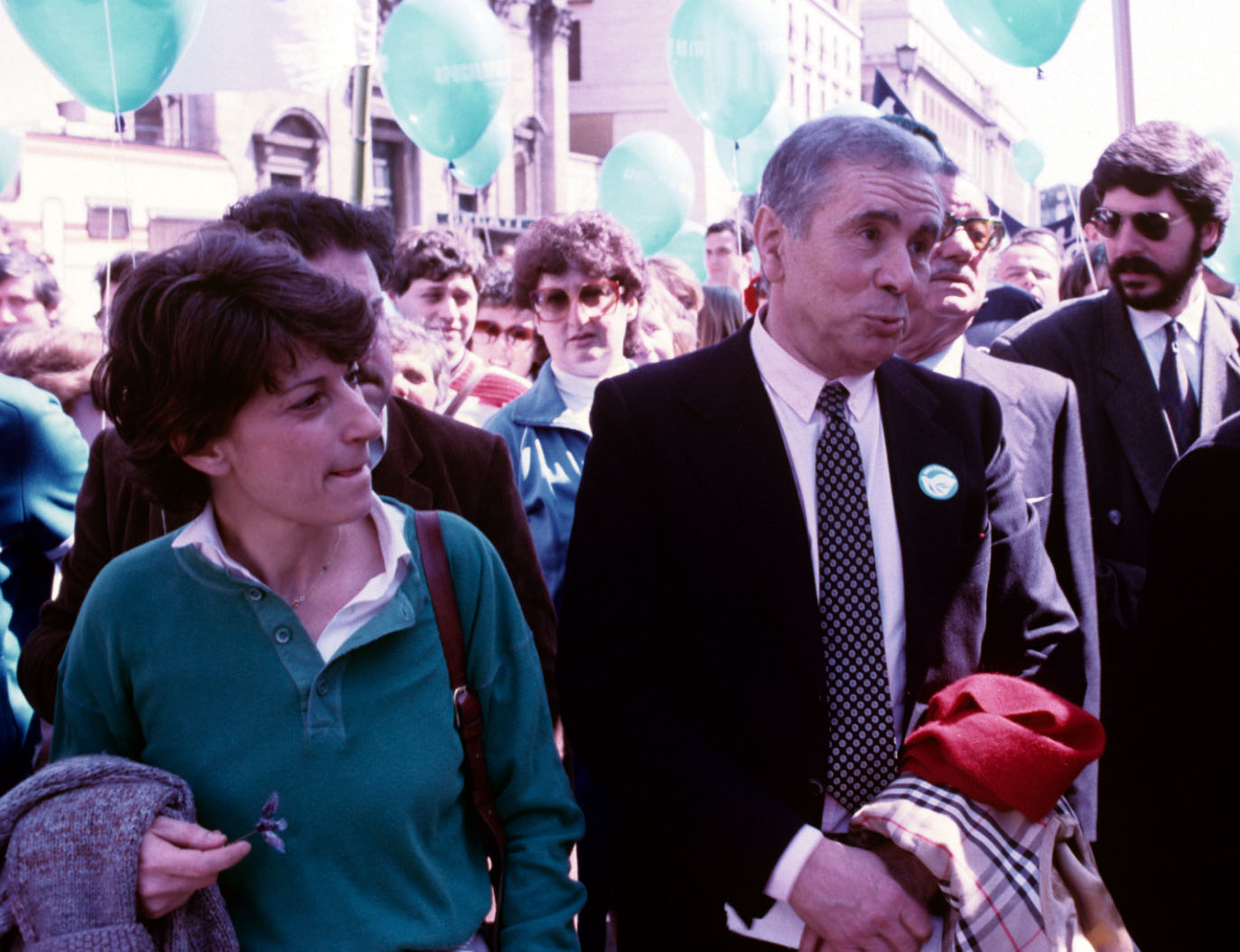
Adelaide Aglietta y Enzo Tortora en la Marcha por la Paz, Roma, 1985.

Fue reelegida en 1987. En los últimos años estuvo comprometida con el problema de los presos políticos, apoyando las huelgas de hambre y las luchas no violentas, haciendo una contribución decisiva para superar el régimen de las cárceles especiales. También en este período coordinó la campaña del Partido Radical hasta la victoria final en el caso judicial de Enzo Tortora, cuyo compromiso constante y profundo explotó el problema de las graves desviaciones del sistema judicial italiano y lo convirtió en el símbolo de la lucha por una "justicia limpia".
En 1988 fue elegida en una lista conjunta de Verdes, Radicales y Ambientalistas en el Consejo Municipal de Trieste. Después de la negativa de las Listas Verdes a presentar una lista única y abierta para las elecciones europeas de 1989, fue candidata en las listas de los Verdes Arcoíris, que finalmente obtuvieron dos escaños. Fue elegida en el distrito electoral del Nordeste. En el Parlamento Europeo fue miembro de pleno derecho en la Comisión de Asuntos Exteriores y Seguridad, en la Comisión de Asuntos Institucionales y en el Subcomité de Derechos Humanos.
Fue reconfirmada en 1994 por las listas verdes. Fue presidenta de la delegación para las relaciones con Bulgaria, Rumania y Albania y del Grupo Verde en el Parlamento Europeo; miembro de la Comisión de Relaciones Económicas Exteriores, de la Comisión de Asuntos Institucionales, de la Comisión de Asuntos Exteriores y de Seguridad, de la Delegación para las Relaciones con las Repúblicas de Yugoslavia, de la Comisión de Regulación, Verificación de Poderes e Inmunidades, del Subcomité de Derechos Humanos y de la Delegación para las relaciones con la República Popular de China.

### Fallecimiento
Aglietta murió el 20 de mayo de 2000 a los 59 años, después de una larga lucha por un cáncer de mama. Sus restos descansan en el cementerio monumental de Turín.

## Obras
- Diario di una giurata popolare al processo delle Brigate Rosse, Milano Libri, 1979.